# Liste der Bodendenkmäler in Langenpreising
Auf dieser Seite sind die Bodendenkmäler in der oberbayerischen Gemeinde Langenpreising zusammengestellt. Diese Tabelle ist eine Teilliste der Liste der Bodendenkmäler in Bayern. Grundlage ist die Bayerische Denkmalliste, die auf Basis des Bayerischen Denkmalschutzgesetzes vom 1. Oktober 1973 erstmals erstellt wurde und seither durch das Bayerische Landesamt für Denkmalpflege geführt wird. Die folgenden Angaben ersetzen nicht die rechtsverbindliche Auskunft der Denkmalschutzbehörde.

## Bodendenkmäler der Gemeinde Langenpreising

### Bodendenkmäler in der Gemarkung Berglern
| Lage                | Objekt                                              | Akten-Nr.     | Bild |
| ------------------- | --------------------------------------------------- | ------------- | ---- |
| Berglern (Standort) | Siedlung vor- und frühgeschichtlicher Zeitstellung. | D-1-7537-0067 |      |

### Bodendenkmäler in der Gemarkung Langenpreising
| Lage                      | Objekt | Akten-Nr.     | Bild |
| ------------------------- | --- | ------------- | ---- |
| Langenpreising (Standort) | Gräber der frühen Bronzezeit und Siedlung vor- und frühgeschichtlicher Zeitstellung, unter anderem der Latènezeit. | D-1-7537-0018 |      |
| Langenpreising (Standort) | Siedlung vor- und frühgeschichtlicher Zeitstellung, unter anderem der späten Bronzezeit sowie Brandgräber der Urnenfelderzeit und verebnete Grabhügel vor- und frühgeschichtlicher Zeitstellung. | D-1-7537-0019 |      |
| Langenpreising (Standort) | Körpergräber des Endneolithikums und der Frühbronzezeit, Kreisgräben mit Bestattungen der mittleren oder späten Bronzezeit, Brandgräber der Spätbronzezeit und der Urnenfelderzeit, Kreisgräben mit Körpergräbern der Hallstattzeit sowie Siedlung vorgeschichtlicher Zeitstellung, unter anderem der Bronzezeit, verebnete Viereckschanze und Siedlung der späten Latènezeit und Villa rustica der römischen Kaiserzeit. | D-1-7537-0020 |      |
| Langenpreising (Standort) | Körpergräber der frühen Bronzezeit sowie Siedlung vor- und frühgeschichtlicher Zeitstellung, unter anderem der römischen Kaiserzeit. | D-1-7537-0021 |      |
| Langenpreising (Standort) | Siedlung vorgeschichtlicher Zeitstellung, unter anderem des Jungneolithikums (Altheimer Kultur), der späten Bronzezeit und der Urnenfelderzeit, der Hallstattzeit und der späten Latènezeit, verebnete Grabhügel mit Kreisgräben vorgeschichtlicher Zeitstellung, Brandgräber der Urnenfelderzeit sowie Körpergräber des frühen Mittelalters.                                                                             | D-1-7537-0022 |      |
| Langenpreising (Standort) | Siedlung vor- und frühgeschichtlicher Zeitstellung, unter anderem der Bronzezeit sowie Körpergräber des frühen Mittelalters. | D-1-7537-0023 |      |
| Langenpreising (Standort) | Körpergräber der Latènezeit und Siedlung vor- und frühgeschichtlicher Zeitstellung, unter anderem der späten Latènezeit. | D-1-7537-0024 |      |
| Langenpreising (Standort) | Körpergräber und Siedlung vor- und frühgeschichtlicher Zeitstellung sowie Siedlung des hohen und späten Mittelalters. | D-1-7537-0026 |      |
| Langenpreising (Standort) | Körpergräber und Siedlung vor- und frühgeschichtlicher Zeitstellung. | D-1-7537-0028 |      |
| Langenpreising (Standort) | Siedlung vor- und frühgeschichtlicher Zeitstellung. | D-1-7537-0029 |      |
| Langenpreising (Standort) | Verebnete Viereckschanze und Siedlung der späten Latènezeit sowie Siedlung der Bronzezeit. | D-1-7537-0053 |      |
| Langenpreising (Standort) | Siedlung vor- und frühgeschichtlicher Zeitstellung und Körpergräber des frühen Mittelalters. | D-1-7537-0079 |      |
| Langenpreising (Standort) | Siedlung und verebnete Grabhügel vorgeschichtlicher Zeitstellung. | D-1-7537-0081 |      |
| Langenpreising (Standort) | Siedlung vor- und frühgeschichtlicher Zeitstellung, unter anderem der Hallstattzeit und der Latènezeit, Straße der römischen Kaiserzeit sowie verebneter Grabhügel vor- und frühgeschichtlicher Zeitstellung und Körpergräber der mittleren Latènezeit. | D-1-7537-0095 |      |
| Langenpreising (Standort) | Siedlung vorgeschichtlicher Zeitstellung. | D-1-7537-0096 |      |
| Langenpreising (Standort) | Siedlung vor- und frühgeschichtlicher Zeitstellung sowie verebneter Grabhügel vorgeschichtlicher Zeitstellung und Körpergräber des frühen Mittelalters. | D-1-7537-0098 |      |
| Langenpreising (Standort) | Bestattungsplatz mit Grabgarten vorgeschichtlicher Zeitstellung. | D-1-7537-0100 |      |
| Langenpreising (Standort) | Siedlung, Körpergräber und Grabhügel vor- und frühgeschichtlicher Zeitstellung. | D-1-7537-0102 |      |
| Langenpreising (Standort) | Siedlung vor- und frühgeschichtlicher Zeitstellung. | D-1-7537-0103 |      |
| Langenpreising (Standort) | Siedlung vor- und frühgeschichtlicher Zeitstellung, unter anderem der Endlatènezeit. | D-1-7537-0106 |      |
| Langenpreising (Standort) | Siedlung vor- und frühgeschichtlicher Zeitstellung. | D-1-7537-0110 |      |
| Langenpreising (Standort) | Verebnete Viereckschanze der späten Latènezeit sowie Siedlung vor- und frühgeschichtlicher Zeitstellung. | D-1-7537-0111 |      |
| Langenpreising (Standort) | Siedlung vor- und frühgeschichtlicher Zeitstellung. | D-1-7537-0113 |      |
| Langenpreising (Standort) | Verebnete Grabhügel, Bestattungsplatz und Siedlung vor- und frühgeschichtlicher Zeitstellung sowie Reihengräberfeld des frühen Mittelalters. | D-1-7537-0121 |      |
| Langenpreising (Standort) | Siedlung vor- und frühgeschichtlicher Zeitstellung. | D-1-7537-0122 |      |
| Langenpreising (Standort) | Körpergräber und Siedlung vor- und frühgeschichtlicher Zeitstellung. | D-1-7537-0123 |      |
| Langenpreising (Standort) | Verebnete Grabhügel mit Kreisgräben vor- und frühgeschichtlicher Zeitstellung. | D-1-7537-0124 |      |
| Langenpreising (Standort) | Siedlung vor- und frühgeschichtlicher Zeitstellung. | D-1-7537-0125 |      |
| Langenpreising (Standort) | Siedlung vor- und frühgeschichtlicher Zeitstellung. | D-1-7537-0126 |      |
| Langenpreising (Standort) | Niederungsburgstall des hohen und späten Mittelalters (Veste Zustorf). | D-1-7537-0133 |      |
| Langenpreising (Standort) | Straße der römischen Kaiserzeit (Teilstück der sog. Isartalstraße). | D-1-7537-0313 |      |
| Langenpreising (Standort) | Abgegangene Mühle des Mittelalters und der frühen Neuzeit (Plattmühle). | D-1-7537-0314 |      |
| Langenpreising (Standort) | Untertägige mittelalterliche und frühneuzeitliche Befunde im Bereich der Katholischen Pfarrkirche St. Martin in Langenpreising und ihrer Vorgängerbauten. | D-1-7537-0316 |      |
| Langenpreising (Standort) | Untertägige spätmittelalterliche und frühneuzeitliche Befunde im Bereich der Katholischen Kapelle St. Peter in Langenpreising. | D-1-7537-0317 |      |
| Langenpreising (Standort) | Untertägige mittelalterliche und frühneuzeitliche Befunde im Bereich der Katholischen Filialkirche St. Stephan in Zustorf. | D-1-7537-0319 |      |
| Langenpreising (Standort) | Abgegangene Kirche des späten Mittelalters und der frühen Neuzeit (Heilig-Geist in Appolding). | D-1-7537-0322 |      |
| Langenpreising (Standort) | Reihengräberfeld des frühen Mittelalters | D-1-7537-0395 |      |
| Langenpreising (Standort) | Siedlung vorgeschichtlicher Zeitstellung und Körpergräber des frühen Mittelalters. | D-1-7537-0396 |      |
| Langenpreising (Standort) | Straße der römischen Kaiserzeit (Teilstück der sog. Isartalstraße). | D-1-7537-0401 |      |
| Langenpreising (Standort) | Siedlung vor- und frühgeschichtlicher Zeitstellung, unter anderem der Latènezeit. | D-1-7537-0403 |      |
| Langenpreising (Standort) | Siedlung vor- und frühgeschichtlicher Zeitstellung. | D-1-7538-0009 |      |
| Langenpreising (Standort) | Siedlung vor- und frühgeschichtlicher Zeitstellung. | D-1-7538-0010 |      |
| Langenpreising (Standort) | Siedlung des Mittel- und Jungneolithikums. | D-1-7538-0018 |      |
| Langenpreising (Standort) | Untertägige mittelalterliche und frühneuzeitliche Befunde im Bereich der Katholischen Filialkirche Hl. Kreuzauffindung in Hinterholzhausen und ihres Vorgängerbaus. | D-1-7538-0404 |      |